# Notoxus lateniger
Notoxus lateniger là một loài bọ cánh cứng trong họ Anthicidae. Loài này được Bonadona miêu tả khoa học năm 1969.